# Klasov
Klasov est un village de Slovaquie situé dans la région de Nitra. Le village est environ 55% Slovak et 45% Magyar. Le village contient une bibliothèque publique, un terrain de football et un terrain de tennis.

## Histoire
Première mention écrite du village en 1232.

## Démographie

### Évolution de la population
| Année:               | 1994. | 2004.    | 2014.   | 2024.   |
| -------------------- | ----- | -------- | ------- | ------- |
| Nombre de personnes: | 1919  | 1214     | 1318    | 1428    |
| Différence:          |       | -36,73 % | +8,56 % | +8,34 % |

| Année:               | 2023. | 2024.   |
| -------------------- | ----- | ------- |
| Nombre de personnes: | 1429  | 1428    |
| Différence:          |       | -0,06 % |